# 比叡の光
『比叡の光』（ひえいのひかり）は、KBS京都ほかで放送されているKBS京都制作の比叡山延暦寺に関連する宗教番組である。制作局のKBS京都ではテレビ放送開局6日目の1969年4月6日から放送されている。佐川急便・SGホールディングスグループの単独提供。

## 概要
伝教大師（最澄）の教えを基に各界の多彩な有識者を毎回ゲストに迎え、現代に伝える事ができるテーマを届ける。
KBS京都が開局した月から50年以上放送されている長寿番組であり、2007年8月12日放送分で放送2000回を達成した。2010年6月まではSD画質で放送されていたが、同年7月からは画面の左右に番組タイトル入りの帯を付して16:9比に対応。そして同年10月にハイビジョン制作へ移行した。
大晦日や正月3が日といった年末年始の時期が放送曜日（制作局の現在の場合は日曜）に当たった場合でも、休まずに放送されている。

## 放送時間の変遷

### KBS京都
| 放送期間   | 放送期間   | 放送時間（日本時間）       | 備考 |
| ---------- | ---------- | -------------------------- | ---- |
| 1969.04.06 | 1971.03.28 | 日曜 9:00 - 9:15（15分）   |      |
| 1971.04.04 | 1974.12.29 | 日曜 9:30 - 9:45（15分）   |      |
| 1975.01.04 | 1976.09.25 | 土曜 10:00 - 10:15（15分） |      |
| 1976.10.03 | 1979.09.30 | 日曜 9:45 - 10:00（15分）  |      |
| 1979.10.07 | 1985.6.30  | 日曜 9:30 - 9:45（15分）   |      |
| 1985.07.07 | 1988.03.27 | 日曜 17:45 - 18:00（15分） |      |
| 1988.04.03 | 現在       | 日曜 8:45 - 9:00（15分）   |      |

### 関東広域圏
- 東京12チャンネル→テレビ東京の時間帯（出典：[3]）

| 放送期間   | 放送期間   | 放送時間（日本時間）               | 備考  |
| ---------- | ---------- | ---------------------------------- | ----- |
| 1976.10.07 | 1977.03.31 | 木曜 9:30 - 9:45（15分）           |       |
| 1977.04.08 | 1977.09.30 | 金曜 9:15 - 9:30（15分）           |       |
| 1977.10.06 | 1979.03.29 | 木曜 9:30 - 9:45（15分）           |       |
| 1979.04.06 | 1979.09.21 | 金曜 9:45 - 10:00（15分）          |       |
| 1979.09.30 | 1980.09.28 | 日曜 6:45 - 7:00（15分）           |       |
| 1980.10.05 | 1981.03.29 | 日曜 6:15 - 6:30（15分）           |       |
| 1981.04.05 | 1983.09.25 | 日曜 6:30 - 6:45（15分）           |       |
| 1983.10.01 | 1985.03.30 | 土曜 6:45 - 7:00（15分）           |       |
| 1985.04.06 | 1988.03.26 | 土曜 6:30 - 6:45（15分）           |       |
| 1988.04.02 | 1996.03.30 | 土曜 5:45 - 6:00（15分）           |       |
| 1996.04.07 | 1997.03.30 | 日曜 5:00 - 5:15（15分）           |       |
| 1997.04.03 | 1997.09.25 | 木曜 3:30 - 3:45（15分、水曜深夜） |       |
| 1997.10.02 | 1999.03.25 | 木曜 3:25 - 3:40（15分、水曜深夜） |       |
| 1999.04.03 | 2000.03.25 | 土曜 6:00 - 6:15（15分）           |       |
| 2000.04.02 | 2000.04.02 | 日曜 6:45 - 7:00（15分）           |       |
| 2000.04.07 | 2001.06.29 | 金曜 5:25 - 5:40（15分）           |       |
| 2001.07.07 | 2001.09.29 | 土曜 6:25 - 6:40（15分）           |       |
| 2001.10.02 | 2002.03.26 | 火曜 5:20 - 5:35（15分）           | [ 4 ] |
| 2002.04.07 | 2002.09.29 | 日曜 5:15 - 5:30（15分）           |       |

## 現在の出演者
- 塩見祐子（KBS京都アナウンサー） - 1983年4月3日放送の第703回から
- 平野智美（同上）
- 遠藤奈美（同上）

## 放送時間・ネット局

### 現在のネット局
現在のネット局と放送時間は、公式サイトも参照。
| 放送対象地域 | 放送局            | 系列               | 放送日時           | 備考 |
| ------------ | ----------------- | ------------------ | ------------------ | --- |
| 京都府       | KBS京都（KBS）    | 独立局             | 日曜 8:45 - 9:00   | 制作局 |
| 東京都       | TOKYO MX（MX）    | 独立局             | 土曜 8:45 - 9:00   | 2004年7月3日より放送。 1日先行ネット。 2014年3月まではSD画質でマルチ編成を実施。 2014年4月からはハイビジョン画質でマルチ編成を実施。 |
| 滋賀県       | びわ湖放送（BBC） | 独立局             | 日曜 7:45 - 8:00   | |
| 新潟県       | 新潟放送（BSN）   | TBS系列            | 日曜 5:30 - 5:45   | |
| 日本全域     | スカイ・A sports+ | CS放送             | 火曜 8:45 - 9:00   | |
| ホノルル     | KIKU-TV           | 独立局（アメリカ） | 日曜 12:30 - 12:45 | 放送日時はハワイ・アリューシャン標準時 (HAST) 基準                                                                                   |

### 過去のネット局
| 放送対象地域   | 放送局                  | 現在の系列     | 放送日時         | 備考                                    |
| -------------- | ----------------------- | -------------- | ---------------- | --------------------------------------- |
| 北海道         | 北海道放送（HBC）       | TBS系列        | 土曜 6:45 - 7:00 | 1979年2月3日から1982年3月27日まで放送。 |
| 宮城県         | 東北放送（TBC）         | TBS系列        |                  |                                         |
| 山形県         | 山形テレビ（YTS）       | テレビ朝日系列 |                  |                                         |
| 福島県         | 福島テレビ（FTV）       | フジテレビ系列 |                  |                                         |
| 関東広域圏     | テレビ東京（TX）        | テレビ東京系列 | （前述参照）     |                                         |
| 石川県         | 北陸放送（MRO）         | TBS系列        | 土曜 7:30 - 7:45 | [ 9 ]                                   |
| 長野県         | 信越放送（SBC）         | TBS系列        |                  |                                         |
| 岐阜県         | 岐阜放送（GBS）         | 独立局         |                  |                                         |
| 愛知県         | テレビ愛知（TVA）       | テレビ東京系列 |                  |                                         |
| 三重県         | 三重テレビ放送（MTV）   | 独立局         |                  |                                         |
| 兵庫県         | サンテレビジョン（SUN） | 独立局         |                  |                                         |
| 香川県・岡山県 | 西日本放送（RNC）       | 日本テレビ系列 |                  |                                         |
| 福岡県         | 九州朝日放送（KBC）     | テレビ朝日系列 | 土曜 7:45 - 8:00 | [ 10 ]                                  |

## ネット配信
2019年10月から、KBS京都の番組サイトにおいてネット配信を行っている。KBS京都での放送後の翌週火曜の10時に配信を開始し、番組を1か月間動画視聴できるようになっている。